# Экологические преступления
Экологические преступления — преступные посягательства на экологическую безопасность, то есть безопасность окружающей природной среды как условия и средства обитания человека и живых организмов, а в принципе — и их выживания.
Некоторые страны Европы присоединились к Конвенции «О защите окружающей среды посредством уголовного законодательства» (Россия в ней не участвует).

## Экологические преступления в России
«Экологические преступления» являются институтом Особенной части российского уголовного законодательства, предусмотренным гл. 26 УК РФ. Данный институт относится к субинституту «Преступления против общественной безопасности и общественного порядка». В качестве самостоятельного института данная группа преступлений впервые в российском уголовном праве выделена в УК РФ 1996 г.
Само же определение экологического преступления впервые было дано в ст.85 Закона РФ 1991 г. «Об охране окружающей природной среды». Под ним понималось общественно опасное деяние, посягающее на установленный в Российской Федерации экологический правопорядок, экологическую безопасность общества и причиняющее вред окружающей природной среде и здоровью человека.
Общественная опасность экологических преступлений заключается в том, что оно посягает на человека через природу, посредством уничтожения или качественного ухудшения биологической основы его существования.
То есть экологические преступления нарушают закреплённое в ст. 42 Конституции РФ право человека на здоровую окружающую среду.
Видовым объектом данной группы преступлений являются общественные отношения по рациональному использованию природных ресурсов, сохранению благоприятной для человека и иных живых существ природной среды и обеспечению экологического правопорядка и безопасности населения. Непосредственными объектами экологических преступлений выступают общественные отношения по охране и рациональному использованию отдельных видов природных богатств и обеспечению экологической безопасности населения.
Исходя из непосредственного объекта экологические преступления подразделяются на два вида.
I. Экологические преступления общего характера. Они посягают на природу в целом. К ним относятся:
- нарушение правил охраны окружающей среды при производстве работ (ст. 246 УК РФ),
- нарушение правил обращения экологически опасных веществ и отходов (ст. 247 УК РФ),
- нарушение правил безопасности при обращении с микробиологическими либо другими биологическими агентами или токсинами (ст. 248 УК РФ),
- нарушение ветеринарных правил и правил, установленных для борьбы с болезнями и вредителями растений (ст. 249 УК РФ).

II. Специальные экологические преступления, которые посягают на отдельные компоненты или составляющие природы (воздух, воду и т. п.). К ним относятся:
- загрязнение вод (ст. 250 УК РФ),
- загрязнение атмосферы (ст. 251 УК РФ),
- загрязнение морской среды (ст. 252 УК РФ),
- нарушение законодательства РФ о континентальном шельфе и об исключительной экономической зоне РФ (ст. 253 УК РФ),
- порча земли (ст. 254 УК РФ),
- нарушение правил охраны и использования недр (ст. 255 УК РФ),
- незаконная добыча водных животных и растений (ст. 256 УК РФ),
- нарушение правил охраны рыбных запасов (ст. 257 УК РФ),
- незаконная охота (ст. 258 УК РФ),
- уничтожение популяций организмов, занесенных в Красную книгу РФ (ст. 259 УК РФ),
- незаконная порубка леса (ст. 260 УК РФ),
- уничтожение или повреждение лесов (ст. 261 УК РФ),
- нарушение режима особо охраняемых природных территорий и природных объектов (ст. 262 УК РФ).

Предметом этих преступлений являются сама окружающая среда и её наиболее значимые компоненты: земля, недра, леса и растительный мир в целом, животный мир, воды, атмосферный воздух, континентальный шельф, морская среда, особо охраняемые природные территории и объекты.
Спецификой формулирования экологических уголовно-правовых запретов является высокий уровень их бланкетности. В связи с этим для конкретизации содержания той или иной уголовно-правовой нормы об экологических преступлениях необходимо обращаться ко многим законодательным и иным нормативным актам (например, Федеральный закон от 10 января 2002 г. № 7-ФЗ «Об охране окружающей среды», Федеральный закон от 27 декабря 2009 г. № 374-ФЗ ""О внесении изменений в статью 45 части первой и в главу 25.3 части второй Налогового кодекса Российской Федерации и отдельные законодательные акты Российской Федерации, а также о признании утратившим силу Федерального закона «О сборах за выдачу лицензий на осуществление видов деятельности, связанных с производством и оборотом этилового спирта, алкогольной и спиртосодержащей продукции» ", Водный кодекс Российской Федерации, Лесной кодекс Российской Федерации, Земельный кодекс Российской Федерации и другие акты). Конкретизация некоторых уголовно-правовых запретов осуществляется с привлечением международных договоров в сфере экологии (например, при загрязнении морской среды (ст. 252 УК РФ) — Конвенции по предотвращению загрязнения моря сбросами отходов и других материалов 1972 г.).

## См.также
- Экоцид
- Научный консенсус по изменению климата